# Aninoasa (Covasna)
Aninoasa (ungarisch Egerpatak) ist ein Dorf in der Gemeinde Reci im Kreis Covasna in der Region Siebenbürgen in Rumänien.

## Lage

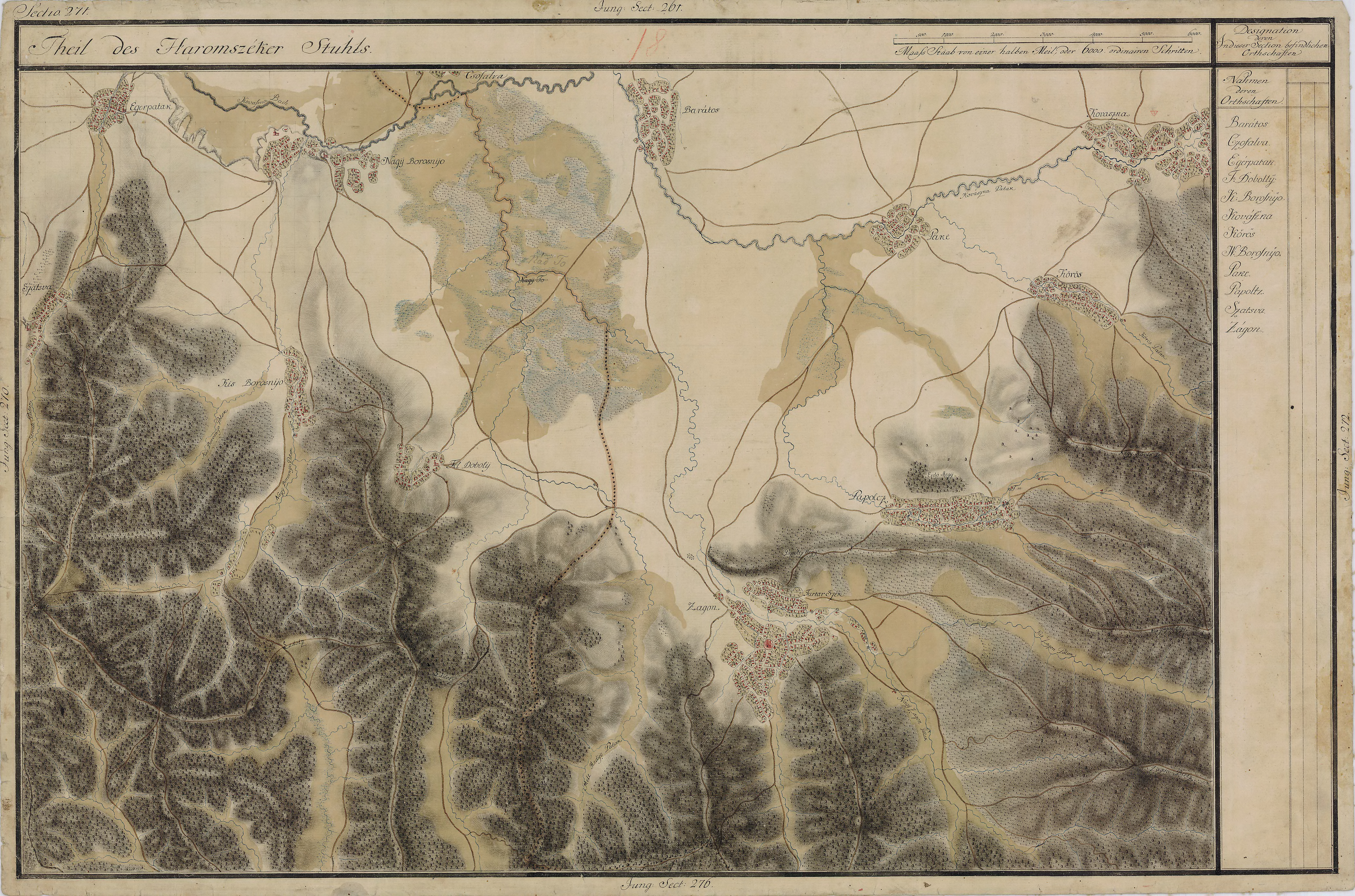
Josephinische Landaufnahme von Aninoasa (Egerpatak) und dem Kovaszna-Bach (oben links)

Aninoasa ist ein Dorf in der Gemeinde Reci. Es liegt 14 km südwestlich von Sfântu Gheorghe. Früher floss der Kovaszna-Bach an Aninoasa vorbei.

## Geschichte
Aninoasa wurde erstmals 1567 schriftlich erwähnt. Das Dorf wurde allerdings schon in der Antike bewohnt. Das Dorf hatte bereits im Mittelalter eine Kirche, von der 1643 die Rede war. Die heutige reformierte Kirche wurde im 18. Jahrhundert erbaut. Anfangs gehörte Aninoasa zum Komitat Oderhellen und später zum Komitat Háromszék.
Im August 2007 wurde die erste Asphaltstraße, die das Dorf durchquert, fertiggestellt.

## Bevölkerung
1910 hatte Aninoasa 505 ungarische Einwohner. Bei der Volkszählung 2011 wurden 443 Einwohner registriert, darunter 424 Ungarn.

## Sehenswürdigkeiten
- Reformierte Kirche aus dem 18. Jahrhundert

## Persönlichkeiten
- Ilona Fehérvári (* 1953), rumänische Malerin